# Прапори Канади

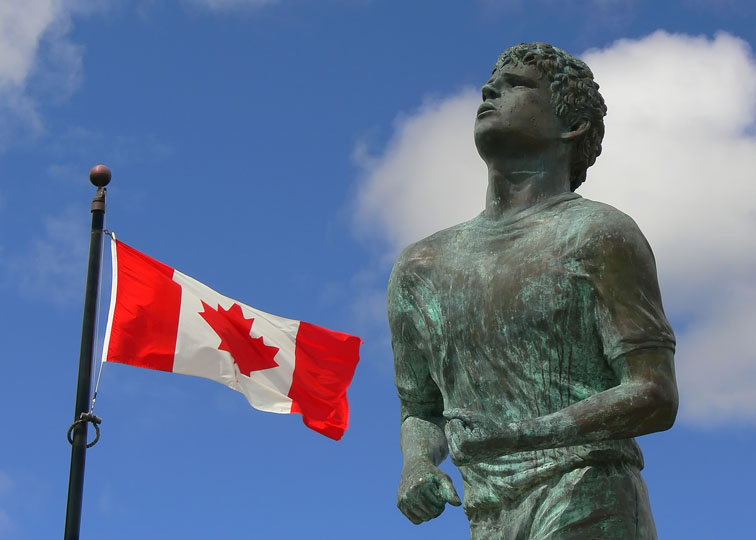
Національний прапор Канади поряд із пам'ятником Террі Фоксу

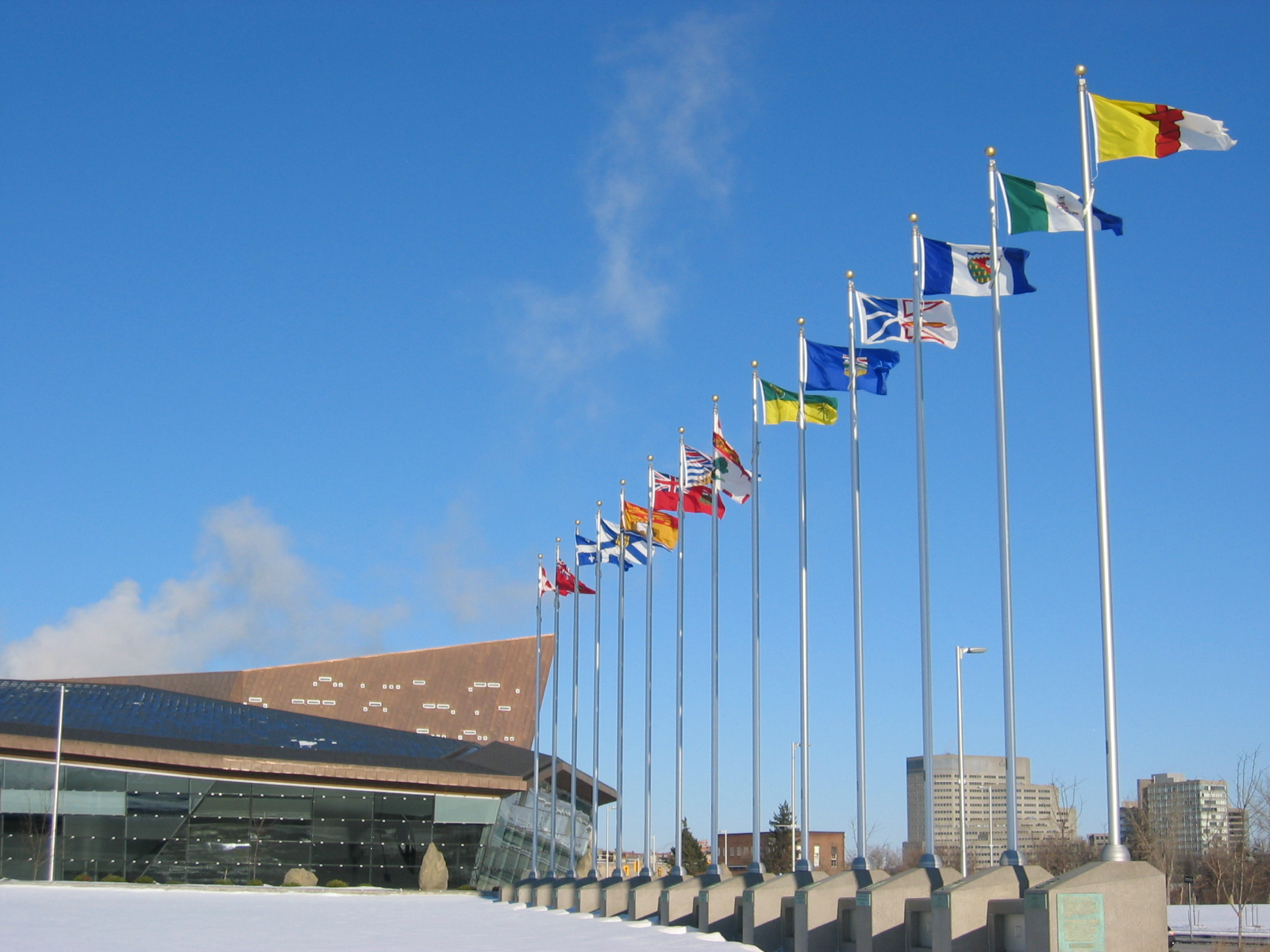
Прапори провінцій та територій Канади перед військовим музеєм

Нижче наведені основні прапори, які офіційно застосовуються у Канаді. Порядок їх застосування і старшинство встановлені Міністерством з питань канадської спадщини. Протокол застосування офіційних державних символів має загальний характер і може легко адаптуватися до конкретних умов кожної конкретної церемонії.
Особистий штандарт королеви є найвищим у порядку старшинства, потім штандарти представників монарха (в залежності від їх юрисдикції), особисті прапори інших членів королівської сім'ї, а потім національний прапор і прапори провінцій та територій.

## Королівські штандарти

### Королеви та членів королівської родини
| Прапор | Дата             | Назва                                           | Короткий опис |
| ------ | ---------------- | ----------------------------------------------- | --- |
|        | 2023-до сьогодні | Королівський штандарт Канади                    | Прапор із Королівським гербом Канади |
|        | 2011-до сьогодні | Королівський штандарт принца Уельського         | Прапор із Королівським гербом Канади та геральдичним знаком принца Уельсу а також, смужка із трьома мітками без зображень (пустими) |
|        | 2013-до сьогодні | Королівський штандарт принцеси Великої Британії | Прапор із Королівським гербом Канади та королівською монограмою Анни (принцеси Великої Британії) а також, смужка із трьома мітками, одна з яких (у центрі) із червоним серцем, а дві інші — із Хрестами святого Георгія                                      |
|        | 2014-до сьогодні | Королівський штандарт герцога Йоркського        | Прапор із Королівським гербом Канади та королівською монограмою принца Ендрю, герцога Йоркського а також, смужка із трьома мітками, одна з яких (у центрі) із якорем, а дві інші — пусті                                                                     |
|        | 2014-до сьогодні | Королівський штандарт графа Ессекського         | Прапор із Королівським гербом Канади та королівською монограмою принца Едварда, графа Уессекського а також, смужка із трьома мітками, одна з яких (у центрі) із трояндою Тюдорів, а дві інші — пусті                                                         |
|        | 1962-2022        | Королівський штандарт Канади                    | Прапор із Королівським гербом Канади та королівською монограмою Королеви Єлизавети ІІ |
|        | 2011-2022        | Королівський штандарт герцога Кембриджського    | Прапор із Королівським гербом Канади та королівською монограмою принца Вільяма, герцога Кембриджського а також, смужка із трьома мітками, одна з яких із червоним гребінцем, що представляє герб своєї матері, Діани, принцеси Уельської, а дві інші — пусті |

### Представники монарха

#### Генерал-губернатор
| Прапор | Дата             | Назва                             | Короткий опис                           |
| ------ | ---------------- | --------------------------------- | --------------------------------------- |
|        | 2002-по сьогодні | Прапор Генерал-губернатора Канади | Прапор із нашоломником від герба Канади |

#### Лейтенант-губернатори
| Прапор | Дата             | Назва                                                    | Короткий опис |
| ------ | ---------------- | -------------------------------------------------------- | --- |
|        | 1981-по сьогодні | Штандарт лейтенант-губернатора Онтаріо                   | На синьому полі щит від герба Онтаріо, увінчаний короною святого Едуард Сповідника, і оточений вінком з десяти золотих кленових листків, таких же, як і у центрі щита |
|        | 1950-по сьогодні | Штандарт лейтенант-губернатора Квебеку                   | На синьому полі у центрі розташовано білий круг із щитом від герба Квебеку, увінчаним короною Тюдорів                                                                 |
|        | 1929-по сьогодні | Штандарт лейтенант-губернатора Нової Шотландії           | На Королівському штандарті Великої Британії у центрі розташовано білий круг із щитом від герба Нової Шотландії, оточеним ланцюжком із зелених кленових листків        |
|        | 1982-по сьогодні | Штандарт лейтенант-губернатора Нью-Брансуїка             | На синьому полі щит від герба Нью-Брансвіка, увінчаний короною святого Едуарда Сповідника, і оточений вінком із десяти золотих кленових листків у центрі              |
|        | 1984-по сьогодні | Штандарт лейтенант-губернатора Манітоби                  | На синьому полі щит від герба Манітоби, увінчаний короною святого Едуарда Сповідника, і оточений вінком із десяти золотих кленових листків у центрі                   |
|        | 1982-по сьогодні | Штандарт лейтенант-губернатора Британської Колумбії      | На синьому полі щит від герба Британської Колумбії, увінчаний короною святого Едуарда Сповідника, і оточений вінком із десяти золотих кленових листків у центрі       |
|        | 1981-по сьогодні | Штандарт лейтенант-губернатора Острова Принца Едварда    | На синьому полі щит від герба Острова Принца Едварда, увінчаний короною святого Едуарда Сповідника, і оточений вінком із десяти золотих кленових листків у центрі     |
|        | 1981-по сьогодні | Штандарт лейтенант-губернатора Саскачевану               | На синьому полі щит від герба Саскачевану, увінчаний короною святого Едуарда Сповідника, і оточений вінком із десяти золотих кленових листків у центрі                |
|        | 1981-по сьогодні | Штандарт лейтенант-губернатора Альберти                  | На синьому полі щит від герба Альберти, увінчаний короною святого Едуарда Сповідника, і оточений вінком із десяти золотих кленових листків у центрі                   |
|        | 1987-по сьогодні | Штандарт лейтенант-губернатора Ньюфаундленду і Лабрадору | На синьому полі щит від герба Ньюфаундленду і Лабрадору, увінчаний короною святого Едуарда Сповідника, і оточений вінком із десяти золотих кленових листків у центрі  |

#### Комісари
| Прапор | Дата             | Назва                                         | Короткий опис |
| ------ | ---------------- | --------------------------------------------- | --- |
|        | 2007-по сьогодні | Штандарт комісара Північно-західних територій | На синьому полі щит від герба Північно-західних територій, оточений вінком із шести золотих кленових листків та двох восьмипелюсткових квітів |
|        | 2006-по сьогодні | Штандарт комісара Юкону                       | На синьому полі щит від герба Юкону, оточений вінком із шести золотих кленових листків та двох чотирипелюсткових квітів                       |
|        | 2009-по сьогодні | Штандарт комісара Нунавуту                    | На синьому полі щит від герба Нунавуту, оточений вінком із шести золотих кленових листків та двох п'ятипелюсткових квітів                     |

## Національні прапори

### Сучасний національний цивільний прапор
| Прапор | Дата             | Назва                                  | Короткий опис |
| ------ | ---------------- | -------------------------------------- | --- |
|        | 1965-по сьогодні | Прапор Канади (Прапор «Кленовий лист») | Двоколірний прапор типу канадський стовп із трьох вертикальних смуг: червона-біла-червона із червоним кленовим листком по центру білої смуги |

### Церемоніальний прапор
| Прапор | Дата             | Назва                          | Короткий опис                                                           |
| ------ | ---------------- | ------------------------------ | ----------------------------------------------------------------------- |
|        | 1965-по сьогодні | Прапор сполученого королівства | Хрести Святого Андрія, Святого Патрика та поверх усіх — Святого Георгія |

### Національні історичні прапори
| Прапор | Дата      | Назва | Короткий опис |
| ------ | --------- | --- | --- |
|        | 1957-1965 | Канадський червоний прапор, фактично використовувався як Національний прапор Канади; неофіційний            | Королівський герб Канади, зображений на тлі червоного прапора                                                           |
|        | 1922-1957 | Канадський червоний прапор, фактично використовувався як Національний прапор Канади; неофіційний            | Королівський герб Канади, зображений на тлі червоного прапора                                                           |
|        | 1868-1922 | Де-факто, Національний прапор Канади; неофіційний                                                           | Червоний прапор, на якому розміщений Герб Канади того часу                                                              |
|        | 1801-1965 | Де-факто, Національний прапор Канади, який використовувався до прийняття національного прапора; неофіційний | Королівський прапор Сполученого Королівства з 1801 року                                                                 |
|        | 1763-1801 | Прапор провінції Квебек                                                                                     | Прапор піднято в більшості військових об'єктів у Квебеку, а потім і для Верхньої Канади і Нижньої Канади                |
|        | 1789-1830 | Прапор Французької Королівської сім'ї до 1789.                                                              | Прапор, який використовувався після відновлення монархії у Франції у 1814–1830                                          |
|        | 1715-1789 | Прапор Французького Королівства, який використовувався від Людовика XIV.                                    | Прапор використовується разом з прапорами французьких полків                                                            |
|        | 1348-1707 | Прапор Королівства Англія                                                                                   | Прапор експедиції Джона Кабота, використовувався протягом англійської колонізації Америки до проголошення Акту про Унію |
|        | 1286-1707 | Прапор королівства Шотландія                                                                                | Прапор, який використовувався протягом шотландської колонізації Америки до проголошення Акту про Унію                   |

### Прапори військових, прикордонних, поліційних та інших служб
| Прапор | Дата             | Назва                                                                        | Короткий опис |
| ------ | ---------------- | ---------------------------------------------------------------------------- | --- |
|        | 1968-по сьогодні | Прапор Канадських збройних сил                                               | На білому тлі Канадський національний прапор та емблема Канадських збройних сил                                                              |
|        | 1968-по сьогодні | Прапор Канадського королівського військово-морського флоту                   | На білому тлі Канадський національний прапор та синя емблема Канадського королівського військово-морського флоту                             |
|        | 1968-по сьогодні | Допоміжний прапор (Jack) Канадського королівського військово-морського флоту | На синьому тлі Канадський національний прапор та біла емблема Канадського королівського військово-морського флоту                            |
|        | 2014-по сьогодні | Прапор Армії Канади                                                          | На червоному тлі Канадський національний прапор та емблема Армії Канади                                                                      |
|        | 1965-по сьогодні | Прапор Канадських королівських повітряних сил                                | На блакитному тлі Канадський національний прапор та емблема Канадських королівських повітряних сил                                           |
|        | 2012-по сьогодні | Прапор Канадської прикордонної служби                                        | На синьому тлі Канадський національний прапор та емблема Канадської прикордонної служби                                                      |
|        | 1962-по сьогодні | Прапор Канадської берегової охорони                                          | Двоколірний фон. На білому тлі червоний кленовий лист, на синьому — пара золотих риб, звернених у два протилежні боки                        |
|        | 1991-по сьогодні | Прапор Канадської королівської кінної поліції (RCMP)                         | На червоному тлі у синьому прямокутнику, обрамленому жовтим кольором, розташована емблема RCMP                                               |
|        | 1991-по сьогодні | Прапор поліції Квебеку                                                       | Двоколірний прапор типу канадський стовп із трьох вертикальних смуг: зелена-жовта-зелена із емблемою поліції Квебеку по центру жовтої смуги. |

## Прапори провінцій
| Прапор | Дата             | Назва                            | Короткий опис |
| ------ | ---------------- | -------------------------------- | --- |
|        | 1968-по сьогодні | Прапор Альберти                  | На синьому тлі щит від герба Альберти |
|        | 1960-по сьогодні | Прапор Британської Колумбії      | Прапор із зображенням герба Британської Колумбії по усьому полі прапора |
|        | 1948-по сьогодні | Прапор Квебеку (Фльор-де-лі)     | На синьому тлі звичайний білий хрест, що ділить прапор на чотири прямокутники, із білими геральдичними ліліями у кожному з них. Статтею 2 «Акту стосовно прапора і символів Квебеку» визначено статус прапора Квебеку як національного символу |
|        | 1965-по сьогодні | Прапор Манітоби                  | На червоному тлі у прямокутнику королівський штандарт Великої Британії із щитом від герба Манітоби |
|        | 1858-по сьогодні | Прапор Нової Шотландії           | На білому тлі синій Андріївський хрест із щитом від герба Нової Шотландії |
|        | 1965-по сьогодні | Прапор Нью-Брансвіку             | Зображення щита від герба Нью-Брансвіку по усьому полі прапора |
|        | 1980-по сьогодні | Прапор Ньюфаундленду і Лабрадору | Стилізований королівський штандарт Великої Британії, виконаний на синьо-білому фоні у білій рамці. Дві трикутні частини білого фону облямовані червоним кольором та розділені жовтою стрілою, також облямованою червоним                       |
|        | 1965-по сьогодні | Прапор Онтаріо                   | На червоному тлі у прямокутнику королівський штандарт Великої Британії із щитом від герба Онтаріо |
|        | 1964-по сьогодні | Прапор Острова Принца Едварда    | Прапор із зображенням герба Острова Принца Едварда по усьому полі прапора, облямованим пунктирною біло-червоною смужкою |
|        | 1969-по сьогодні | Прапор Саскачевану               | На розділеному горизонтально двоколірному фоні (зелено-жовтому) червона геральдична західна лілія та щит від герба Саскачевану на верхньому зеленому полі                                                                                      |

## Прапори територій
| Прапо | Дата             | Назва                              | Короткий опис |
| ----- | ---------------- | ---------------------------------- | --- |
|       | 1999-по сьогодні | Прапор Нунавуту                    | Кам'яна фігура інсукук червоного кольору розділяє жовте та біле поля прапора. У верхній частині білого поля синя зірка символізує полярну ззорю.                               |
|       | 1969-по сьогодні | Прапор Північно-західних територій | Двоколірний прапор типу канадський стовп із трьох вертикальних смуг: синя-біла-синя із щитом від герба Північно-західних територій по центру білої смуги                       |
|       | 1968-по сьогодні | Прапор Юкону                       | Триколірний прапор типу канадський стовп із трьох вертикальних смуг: зелена-біла-синя із щитом від герба Юкону по центру білої смуги, розташованого над вінком із дикого льону |

## Прапори муніципалітетів
| Прапо                        | Дата                   | Назва                                       | Короткий опис |
| ---------------------------- | ---------------------- | ------------------------------------------- | --- |
|                              | 1999-по сьогодні       | Прапор Берлінгтона                          | Двоколірний прапор типу канадський стовп із трьох вертикальних смуг: блакитно-жовта-блакитна зі щитом від герба Берлінгтона |
|                              | (невідомо)-по сьогодні | Прапор Беррі                                | |
|                              | 1983-по сьогодні       | Прапор Ванкувера                            | Перехрещені сокира та весло на золотому щиті символізують традиційні промисли лісозаготівлю та рибальство. Зелений фон символізує ліси. Хвилясті стрічки білого та блакитного символізують Тихий океан і річки, що оточують місто.                       |
| -                            | 1971-по сьогодні       | Прапор Віндзора                             | Синій фон розділений білою діагоналлю на два поля. Синій символізує ріку Детройт, а білий – морський прохід Святого Лаврентія. На полях міська печатка та червона троянда                                                                                |
|                              | 1975-по сьогодні       | Прапор Вінніпега                            | Жовто-блакитний двоколірний діагональний прапор. Блакитний символізує чисте блакитне небо Вінніпега, а жовтий – золоте поле пшениці. В центрі на фоні білого круга – щит від герба міста                                                                 |
|                              | 2003-по сьогодні       | Прапор Гамільтона                           | Двоколірний прапор типу канадський стовп із трьох вертикальних смуг: золота-синя-золота із золотою геральдичною квіткою перстача на середній смузі, облямованою золотим ланцюгом,                                                                        |
|                              | (невідомо)-по сьогодні | Прапор Гвелфа                               | Двоколірний горизонтальний, червоно-білий. На верхньому, червоному тлі — профіль коня, на нижньому, білому — корона |
|                              | (невідомо)-по сьогодні | Прапор Дельти                               | |
| —                            | 1966-по сьогодні       | Прапор Едмонтона                            | Двоколірний прапор типу канадський стовп із трьох вертикальних смуг: блакитно-біла-блакитна із гербом міста Едмонтон, розташованим на білій смузі. Блакитний колір символізує силу і ріку Північний Саскачеван, білий — мир.                             |
|                              | 1983-по сьогодні       | Прапор Калгарі                              | Поєднання букви «С» із емблемою ковбойського кпелюха на червоному полі прапора, обмеженого білими смугами зверху і знизу |
|                              | 1987-по сьогодні       | Прапор міста Квебек                         | Золотий корабель на синьому фоні символізує корабель засновника Квебеку Самюеля де Шамплена Дон де Дьє (укр. Дар Божий), а біла зубчата облямівка – міські оборонні мури                                                                                 |
|                              | 1995-по сьогодні       | Прапор Корнвола                             | Двоколірний прапор типу канадський стовп із трьох вертикальних смуг: золота-чорна-золота із щитом від герба герцога Корнвольського |
|                              | (невідомо)-по сьогодні | Прапор Лавалю                               | |
|                              | 2002-по сьогодні       | Прапор Леві                                 | Білий хрест, який ділить прапор на два золотих і два чорних поля |
|                              | 1967-по сьогодні       | Прапор Летбриджа                            | Горизонтальні червоно-білі смуги із синьо-білим орнаментом у верхньому лівому куті |
|                              | (невідомо)-по сьогодні | Прапор міста і муніципалітету Лонгьой       | Двоколірний горизонтальний, червоно-синій. На верхньому червоному тлі — дві золоті зірки та золотий місяць, повернений горизонтально. На нижньому синьому тлі — три золоті геральдичні троянди                                                           |
|                              | 1939-по сьогодні       | Прапор Монреалю                             | На білому тлі червоний хрест, що ділить його на чотири білих поля. На полях: синя Фльор-де-лі, що символізує Францію, пурпурова роза Лнкастерів, що символізує Англію, чортополох, що символізує Шотландію, та зелений трилисник, що символізує Ірландію |
|                              | (невідомо)-по сьогодні | Прапор регіонального муніципалітету Ніагара | |
| Файл:North Cowichan Flag.gif | (невідомо)-по сьогодні | Прапор Норт-Ковічана                        | Двоколірний прапор типу канадський стовп із трьох вертикальних смуг: жовта-зелена-жовта із щитом від герба Норт-Ковічана |
|                              | 2000-по сьогодні       | Прапор Оттави                               | Двоколірний прапор із вертикальними синьою та бірюзовою смугами, розділеними білою стилізованою буквою «О» на бірюзовому фоні в центрі прапора |
|                              | (невідомо)-по сьогодні | Прапор Пітерборо                            | |
|                              | (невідомо)-по сьогодні | Прапор Прінс-Джорджа                        | |
|                              | 1992-по сьогодні       | Прапор Реджайни                             | |
|                              | (невідомо)-по сьогодні | Прапор Ричмонд-Гілла                        | |
|                              | (невідомо)-по сьогодні | Прапор Великого Садбері                     | |
|                              | 1969-по сьогодні       | Прапор Скарборо                             | |
|                              | (невідомо)-по сьогодні | Прапор Тандер-Бея                           | |
|                              | 1954-1997              | Прапор метрополії Торонто                   | Двоколірний горизонтальний блакитно-зелений з орнаментом із шести сплетених кілець, що символізують єдність шести менших муніципалітетів: Етобіко, Йорк, Норт-Йорк, Ест-Йорк, Скарборо та колишній Старий Торонто                                        |
|                              | 1954-1997              | Прапор міста Торонто                        | На синьому тлі стилізована біла буква «T», яка символізує місто Торонто, із червоним кленовим листком, що символізує Канаду |
|                              | (невідомо)-по сьогодні | Прапор Труа-Рів'єр                          | |
|                              | (невідомо)-по сьогодні | Прапор Шарлоттаун                           | |